# Angola en los Juegos Olímpicos de París 2024
Angola estuvo representada en los Juegos Olímpicos de París 2024 por un total de 24 deportistas, 16 mujeres y ocho hombres, que compitieron en siete deportes.
Los portadores de la bandera en la ceremonia de apertura fueron el judoka Edmilson Pedro y la balonmanista Azenaide Carlos. El equipo olímpico angoleño no obtuvo ninguna medalla en estos Juegos.